# 彼女 (川﨑麻世の曲)
「彼女」（かのじょ）は、1983年10月1日にCBS・ソニーから発売された川﨑麻世の16枚目のシングル。

## 概要
ジャニーズ在籍時最後のシングル。

## 収録曲
全編曲：東海林修
1. 彼女
作詞・作曲：大場慎介
2. アルバムはそのままで
作詞：黒木一由／作曲：谷口博昭